# The Bank Job
The Bank Job, conocida en español como El robo del siglo o El gran golpe, es una película dirigida por Roger Donaldson y protagonizada por Jason Statham, basada en el robo de un banco en 1971 en la calle Baker Street en el centro de Londres. El dinero, documentos y objetos de valor de las cajas de seguridad nunca fueron recuperados. Los productores alegan que la historia no fue publicitada a causa de una solicitud del gobierno para proteger a un prominente miembro de la Familia Real Británica.

## Argumento
Terry Leather (Jason Statham) es el propietario de un taller de autos quien es acosado por prestamistas debido a deudas. Su amiga y exnovia, Martine Love, le ofrece la manera de que sus deudas queden saldadas, para lo cual le facilita datos para realizar un robo a las cajas de seguridad de un banco de la calle Baker Street, en Londres.
Leather reúne a gente conocida de la cárcel: Swain, de profesión fotógrafo; a un actor pornográfico llamado Dave Shilling (Daniel Mays); un mecánico chipriota llamado Bambas (Alki David); y a un elegante hombre "Major", Guy Singer (James Faulkner), para ayudarlo a ejecutar su plan. 
Mientras Leather y Love entran a inspeccionar la bóveda del banco, Shilling posa para las fotografías tomadas por Swain y se encuentran con el gánster Lew Vogel (David Suchet), que mantiene registros de sus sobornos a la policía en esa misma sucursal.
La banda cava un túnel con el fin de llegar a la bóveda del banco. Terry emplea a Eddie Burton (Michael Jibson), un trabajador de su garaje, como vigilante, quien se ubica con un walkie-talkie en el techo del edificio de enfrente para informarle de cualquier problema.
Al abrir las cajas Terry encuentra dinero, joyas, documentos y fotos comprometedoras de funcionarios de alto rango, así como de la Familia Real.
Cuando Terry se enfrenta a Martine sobre las fotos (el verdadero motivo de por qué les dio los datos para hacer el robo), ella explica su difícil situación. Cuando el robo es descubierto por la policía -tanto los corruptos como los honestos- inician su investigación. 
Al igual que Lew Vogel, otro de los perjudicados es Michael X, quien también poseía fotos comprometedoras de la Familia Real con las cuales realizaba chantajes a altos funcionarios.
Vogel identifica a Shilling de su trabajo en películas pornográficas y lo tortura para obtener información. Cuando finalmente le dice todo a Vogel, va al garaje donde Terry trabaja y secuestran a Eddie Burton al no encontrar a Terry. Terry, con el fin de liberarse y salvar a Eddie, chantajea al servicio de inteligencia con fotos del ministro de Gobierno, el Señor Drysdale, en los burdeles de la señora Sonia Berna (Sharon Maughan). De esa forma, Terry logra nuevas identidades para él y su banda y pasaje de salida del país.
Vogel acuerda reunirse con él en la estación de Paddington en Londres. Durante este tiempo, Guy y Bambas son también asesinados por desconocidos.
Terry está en el andén esperando a los demás, mientras que Martine encuentra con Tim Everett (Richard Lintern), su contacto inicial en el MI5. Vogel y sus cómplices, policías corruptos, llegan con Eddie, pero reconocen a los agentes del MI5 presentes. Al mismo tiempo, el jefe adjunto del MI5 llega (con Lord Mountbatten), con la entrega de la documentación y los pasaportes que Terry para negociar, a cambio de las fotos de la persona de la Familia Real.
Terry empieza a atacar a Vogel, y luego pelea con uno de sus matones, golpeando a los dos. Un segundo guardaespaldas, el policía corrupto detective Nick Barton (Craig Fairbrass) aparece con un arma, pero Terry se las arregla para evitar los disparos y golpearlo con un ladrillo
Terry le da el libro a la policía. Vogel y los funcionarios resultan finalmente detenidos.

## Producción
En parte la película se basa en hechos históricos. Los productores de la película afirman que tienen una fuente interior, identificadas en los informes de prensa como George McIndoe, quien fingió ser un productor ejecutivo.